# I’m on Fire
I’m on Fire ist ein Lied von Bruce Springsteen, das von ihm geschrieben und gemeinsam mit Steven Van Zandt, Jon Landau und Chuck Plotkin produziert wurde.

## Geschichte
Das Lied wurde im Februar 1982 als erster Track für das Album Born in the U.S.A. aufgenommen. Nachdem Springsteen ein langsames Gitarrensolo ausprobierte, kam ihm die Idee zum Text des Liedes I’m on Fire. Bei der Aufnahme spielte er Gitarre, Max Weinberg spielte Schlagzeug und Roy Bittan Synthesizer. Der Song handelt von sexueller Lust.
Das Album Born in the U.S.A. wurde am 4. Juni 1984 veröffentlicht, wobei die Single-Auskoppelung von I’m on Fire am 6. Februar 1985 erschien. In den Vereinigten Staaten schaffte der Song es in die Top Ten, ein Nummer-eins-Hit wurde er in Irland und den Niederlanden.

## Musikvideo
Die Regie des Musikvideos führte John Sayles, der bereits die Regie beim Video Born in the U.S.A. übernahm.
Bruce Springsteen ist als Mechaniker in einer Autowerkstatt zu sehen. Zu Beginn des Clips repariert er ein anderes Auto, als eine Frau die Werkstatt besucht, ihn persönlich beauftragt, ihren Ford Thunderbird zu reparieren, und ihm den Schlüsselbund überreicht. Nachdem er das Auto repariert hat und es Abend geworden ist, bringt Springsteen das Auto der Dame vorbei. Er kommt vor ihrem Haus an, sieht ein hell erleuchtetes Fenster und ist kurz davor, ihren Klingelknopf zu drücken, entscheidet sich dann jedoch anders, wirft den Schlüssel in den Briefkasten und geht die dunkle Straße herunter, während im Hintergrund die Lichter der Stadt zu sehen sind.
Das Musikvideo wurde bei den MTV Video Music Awards 1985 in der Kategorie Best Male Video ausgezeichnet.

## Kommerzieller Erfolg

### Chartplatzierungen
| ChartsChartplatzierungen       | Höchstplatzierung | Wochen/ Monate |
| ------------------------------ | ----------------- | -------------- |
| Deutschland (GfK)              | 16 (19 Wo.)       | 19 Wo.         |
| Österreich (Ö3)                | 10 (2 Mt.)        | 2 Mt.          |
| Schweiz (IFPI)                 | 15 (14 Wo.)       | 14 Wo.         |
| Vereinigte Staaten (Billboard) | 6 (20 Wo.)        | 20 Wo.         |

| ChartsJahrescharts (1985)      | Platzierung |
| ------------------------------ | ----------- |
| Deutschland (GfK)              | 60          |
| Vereinigte Staaten (Billboard) | 82          |

### Auszeichnungen für Musikverkäufe
| Land/Region                  | Auszeichnungen für Musikverkäufe (Land/Region, Auszeichnung, Verkäufe) | Verkäufe  |
| ---------------------------- | ---------------------------------------------------------------------- | --------- |
| Dänemark (IFPI)              | Platin                                                                 | 90.000    |
| Deutschland (BVMI)           | Gold                                                                   | 250.000   |
| Italien (FIMI)               | Platin                                                                 | 100.000   |
| Neuseeland (RMNZ)            | 4× Platin                                                              | 120.000   |
| Spanien (Promusicae)         | Gold                                                                   | 30.000    |
| Vereinigte Staaten (RIAA)    | 2× Platin                                                              | 2.000.000 |
| Vereinigtes Königreich (BPI) | Platin                                                                 | 600.000   |
| Insgesamt                    | 2× Gold · 9× Platin ·                                                  | 3.190.000 |

Hauptartikel: Bruce Springsteen/Auszeichnungen für Musikverkäufe

## Coverversionen
Der Titel wurde vielfach gecovert.
- 1986: Guana Batz
- 1986: Waylon Jennings
- 1995: Melissa Etheridge
- 1996: Heather Nova
- 1996: Big Country
- 1996: Tori Amos
- 1996: Head Like a Hole
- 2000: Heather Nova (Liveversion)
- 2000: Johnny Cash
- 2001: Little Milton
- 2003: The Twang
- 2003: Willie Nile
- 2003: Electrelane
- 2004: Kenny Chesney
- 2005: Graveyard BBQ
- 2006: The Motorettes
- 2006: Matt Tyler
- 2007: Chromatics
- 2007: Bat for Lashes
- 2007: Catherine Feeny
- 2008: Bat for Lashes
- 2009: Laith Al-Deen
- 2009: Hawks and Doves
- 2009: John Mayer
- 2009: Kate Tucker
- 2009: The Wave Pictures
- 2009: Matt Andersen
- 2009: Sophie Milman
- 2010: Chromatics
- 2010: Nick White
- 2013: Mumford & Sons
- 2013: Frankfort Special
- 2013: Little Hurricane
- 2014: Low
- 2015: Awolnation
- 2016: LeAnn Rimes
- 2016: James Bay
- 2017: Clueso[9]
- 2017: Amy Macdonald
- 2021: Cassandra Violet[10]